# Atacul asupra depozitului de muniție din Toropeț
În noaptea de 17–18 septembrie 2024, în timpul Războiului Ruso-Ucrainean, Ucraina a lansat un atac cu drone asupra depozitului de muniție 107 al Direcției principale de rachete și artilerie (GRAU) din Toropeț, Regiunea Tver, ceea ce a provocat o serie masivă de explozii și incendii și spargerea mai multor ferestre din oras.
Atacul a dus la o explozie cu magnitudinea unui cutremur, iar sateliții NASA au detectat incendiile rezultate pe o suprafață de aproximativ 5 mi2 (13 km2). Valul exploziei s-a extins până la 200 mi (320 km) și a fost estimat a fi în concordanță cu 200–240 tonnes of TNT (840–1.000 GJ) de explozivi mari care detonează.  
Serviciul de Securitate al Ucrainei a susținut că „rachete Iskander⁠(d), Tochka și KAB⁠(d)” erau depozitate în depozit.
Conform Ministerului rus al Apărării, toate cele 54 de drone ucrainene care au luat parte la raid au fost interceptate cu succes. Igor Rudenia⁠(d), guvernatorul regiunii Tver, a anunțat că a avut loc o evacuare parțială a orașului, susținând că incendiul din Toropeț a fost cauzat de epava dronei ucrainene și că nu sunt răniți sau victime grave.
Arsenalul 107 al GRAU se află la doar 19 kilometri distanță de arsenalul 23 care la rândul său a fost lovit la 21 septembrie 2024.

## Ținta atacului
În 2015, lângă orașul Toropeț, regiunea Tver, lângă satul Kudino, a fost construit un depozit de muniții - arsenalul 107 al GRAU cu o suprafață de cca. 5 km². În 2018, depozitul a fost renovat, adjunctul ministrului rus al apărării, generalul D. V Bulgakov, a afirmat că „instalația îndeplinește „cele mai înalte standarde internaționale” și poate rezista unui atac cu rachete și „chiar și unui mic atac nuclear”. Euronews a raportat că în depozit au fost depozitate aproximativ 30.000 de tone de muniție, inclusiv, potrivit părții ucrainene, „combustibil și rachete destinate sistemelor de rachete Iskander și Tochka-U, precum și bombe ghidate și diverse muniții de artilerie, inclusiv cele furnizate din Coreea de Nord.